# Doksany
Doksany (en allemand : Doxan) est une commune du district de Litoměřice, dans la région d'Ústí nad Labem, en Tchéquie. Sa population s'élevait à 443 habitants en 2021.

## Géographie
Doksany se trouve sur la rive droite de l'Ohře, un affluent de l'Elbe, face à Brozany nad Ohří sur l'autre rive, et se trouve à 10 km au sud-est de Litoměřice, à 25 km au sud-sud-est d'Ústí nad Labem et à 47 km au nord de Prague.

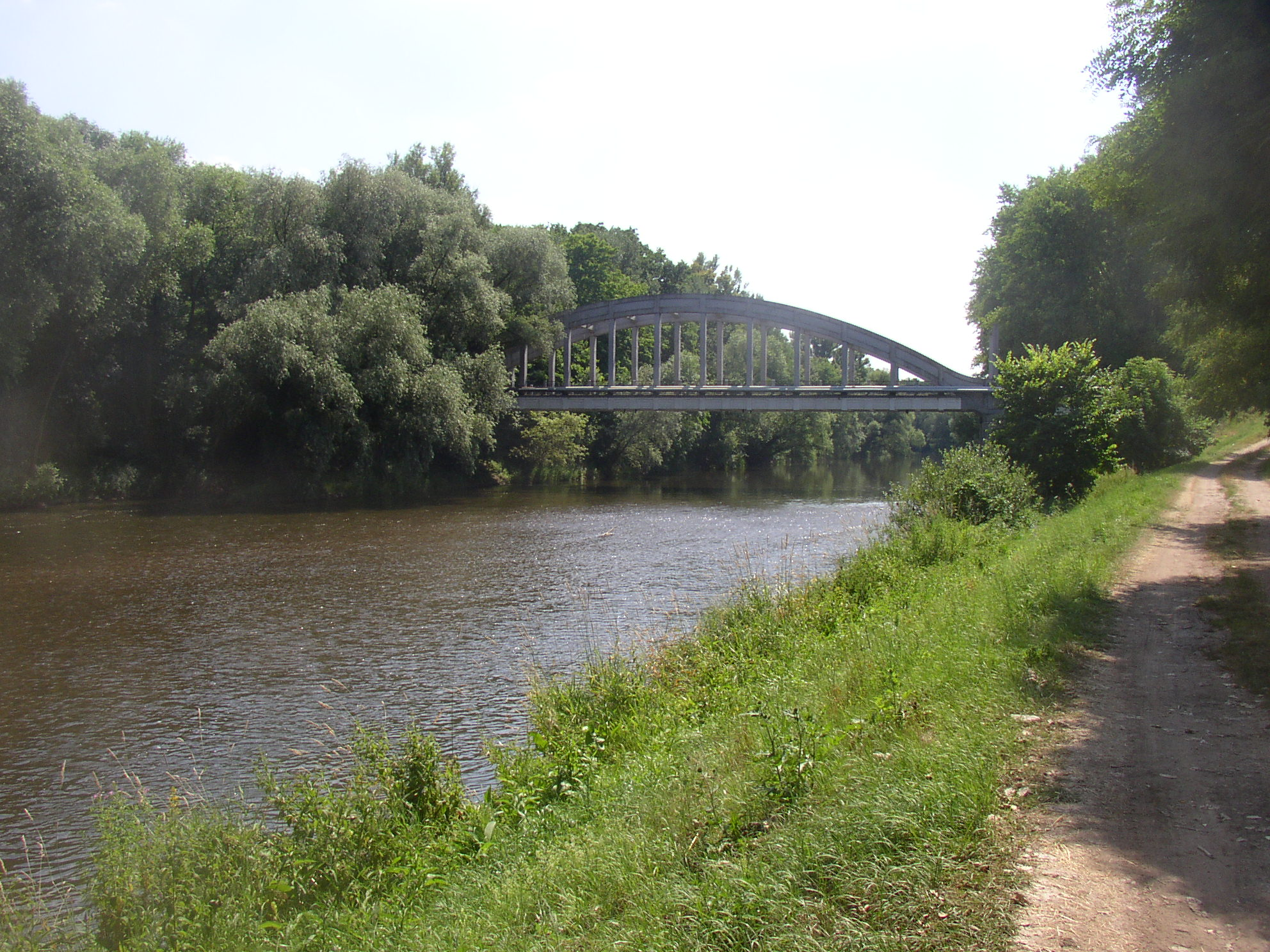
Pont sur l'Ohre.

La commune est limitée par Dolánky nad Ohří au nord, par Hrobce à l'est, par Nové Dvory au sud et par Brozany nad Ohří à l'ouest.

## Histoire
La première mention écrite du village date de 1144.

## Transports
Par la route, Dobříň se trouve à 11 km de Roudnice nad Labem, à 11 km de Litoměřice, à 37 km d'Ústí nad Labem et à 53 km de Prague.